# دودج رام فان

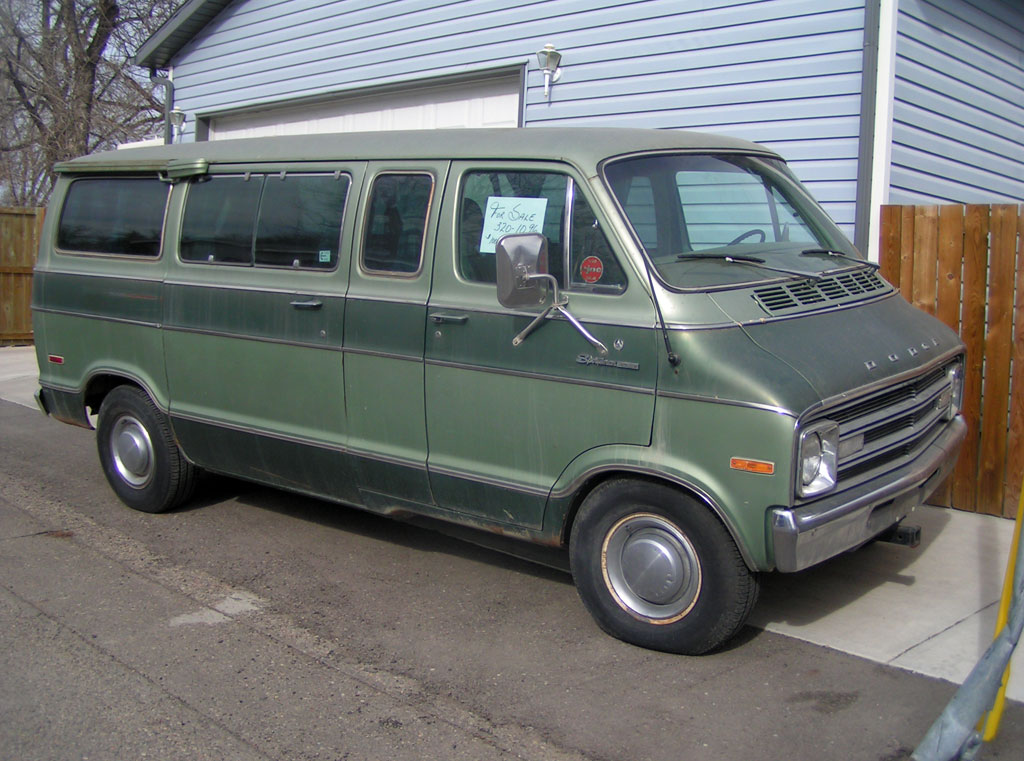
دودج سبورتس مان موديل السبعينات.

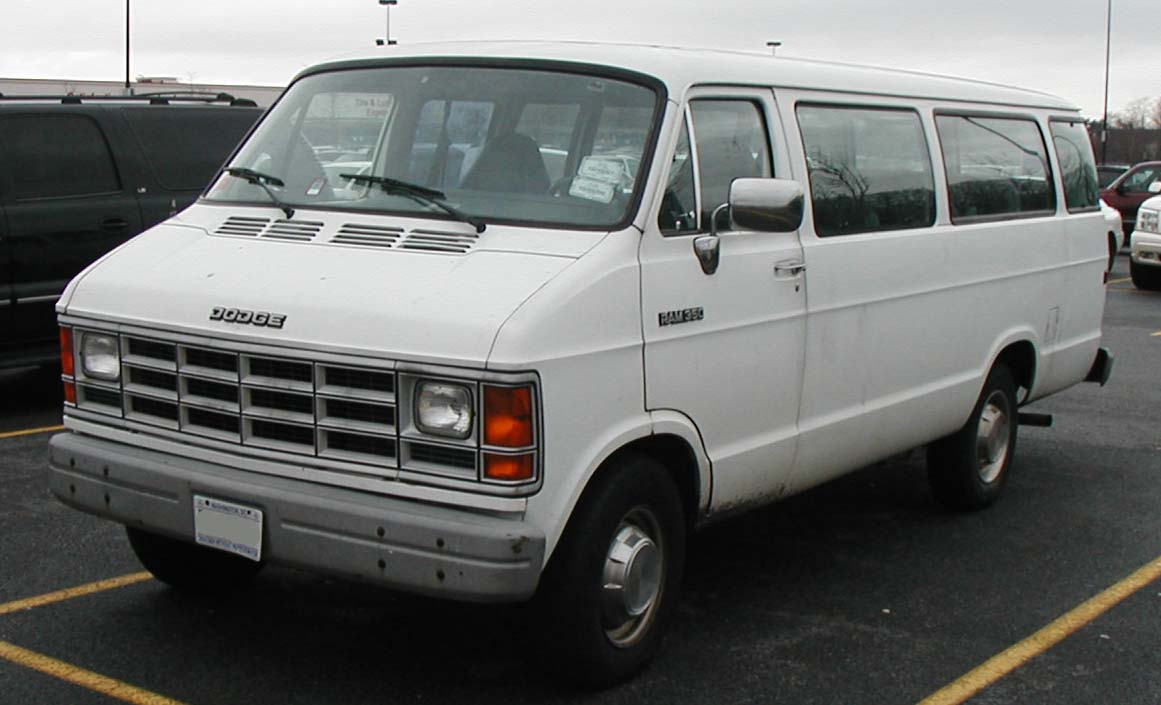
دودج رام فان جيل 1979-1993.

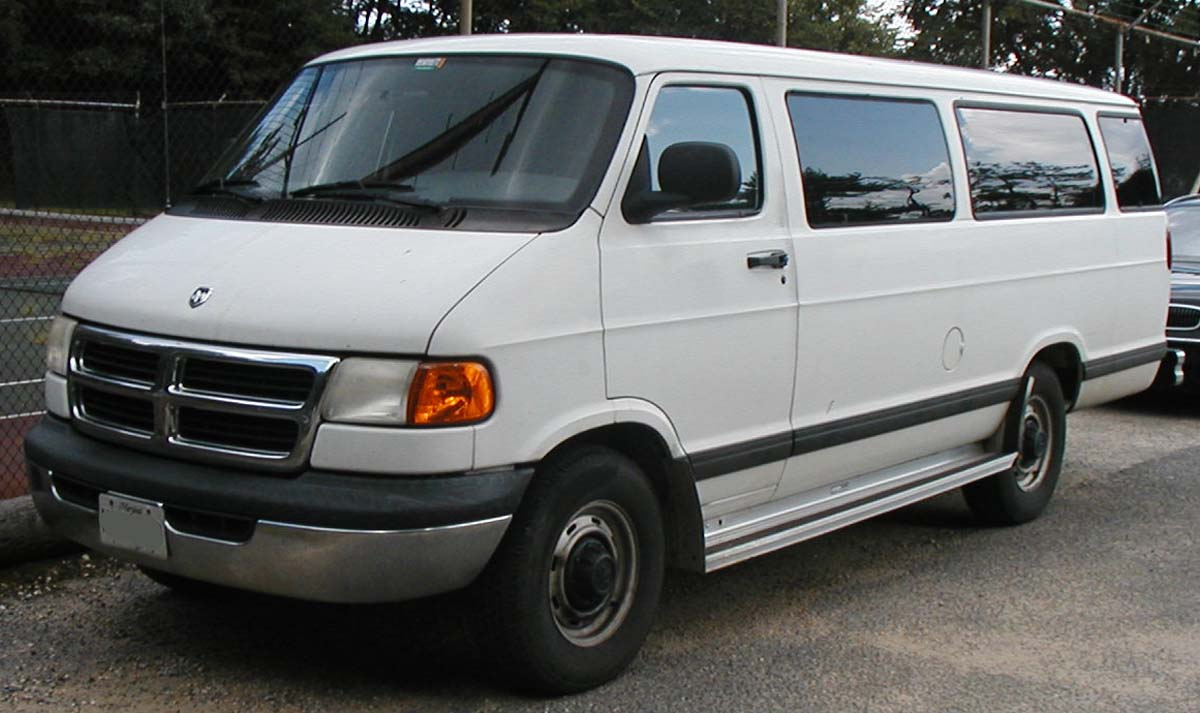
دودج رام فان جيل 1994-2003.

دودج رام فان (بالإنجليزية: Dodge Ram Van)‏ هو اسم أطلق على خط إنتاج عربات نقل أطلقته شركة كرايسلر الأمريكية في سنة 1971 ليتوقف الإنتاج في سنة 2003.

## الفئة ب
بين سنوات 1971-1976 أطلقت سلسلة الفئة ب والتي عرفت باسم سيارة الرجل الرياضي (Sportsman) والتي كانت نماذجها تحتوي على 8 - 15 مقعد مع محركات تنتجها الشركة مثل النموذج الأول الذي احتوى على محرك Slant 6 بسعة 3.7 لتر ونموذج بمحرك V8 بسعة 5.7 لتر، وفي تلك الفترة كانت الشاحنة الأكثر وجودًا في الولايات المتحدة بحساب عدد المقاعد، حيث أن شركة فورد لم تنتج شاحنة بـ 15 إلا في سنة 1978.

## الجيل الثاني
من سنة 1979 حتى 1993.